# Schloss Neukirchen an der Enknach

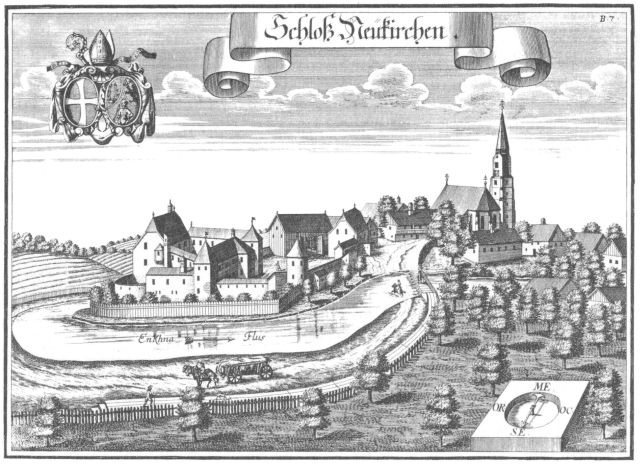
Neukirchen an der Enknach, Kupferstich von Michael Wening, 1721

Das Schloss Neukirchen an der Enknach ist ein ehemaliges Wasserschloss mit Hofmark in der Flussschlinge der Enknach im Gemeindegebiet von Neukirchen an der Enknach. Es wurde 1830 abgetragen und aus seinem Material wurde u. a. der Pfarrhof gebaut.

## Geschichte
Die erste urkundliche Erwähnung stammt von 1180 mit Hartmanus de Nivenchirchen. Danach war Neukirchen zwischen 1339 und 1529 im Besitz der Apfenthaler. In dieser Zeit dürfte der Ansitz zu einem Schloss umgebaut worden sein. 1500 wird ein Sigmund Apfenthaler zu Newchirichen erwähnt. Mit Hans von Apfenthal starb dieses Geschlecht im Mannesstamme aus. Eine Tochter, Euphrosinia von Apfenthal, heiratete den Edlen Balthasar von Thannhausen; dieser starb 1560. Euphrosinia musste den Besitz an die Gleinitz aus der Steiermark verpfänden. 1568 kauften diese Schloss und Hofmark und werden bis 1600 als Besitzer genannt. Denen folgte der Freiherr von Töring-Jettenbach. 1639 heiratete Anna Franziska in zweiter Ehe den Oberst Jacob du Puich (verstorben 1650) aus dem niederbayerischen Adelsgeschlecht der Puecher von Walkersdorf. Die Ehe blieb kinderlos und der Besitz fiel wieder an die Törings. 1674 verkaufte Graf von Töring das Schloss an das Stift Ranshofen. Der Ranshofener Propst Benno Meier (1665–1687) ließ im Schloss  eine theologische Studienanstalt errichten.
Das Schloss diente in der Folgezeit als Pfarrhof. Von den Törrings werden genannt: Maria Anna Theresia, Tochter der Albrecht von Töring, und Franz Albert Josef von Töring, Sohn des Albrecht und Pfleger auf Schloss Wildshut. 1811 kam das Schloss wieder an das Stift Ranshofen.

## Schloss Neukirchen heute
Das Schloss ist seit 1830 abgetragen. Bei einem Vergleich des Kupferstichs von Michael Wening mit der jetzigen Situation ist es augenscheinlich, dass auch das Gemeindeamt von Neukirchen an der Enknach am Ort des ehemaligen Schlosses steht. Aufgrund der früher sehr ausgedehnten Lage von Schloss und Hofmark ist es aber nicht unwahrscheinlich, dass auch der heutige Pfarrhof, der mit dem Material des Schlosses errichtet wurde, mit Nebengebäuden auf dem ehemaligen Schlossgelände steht. Ob aus der früheren Anlage noch Mauerwerk aufrecht ist und verwendet wurde, müsste erst durch Grabungen verifiziert werden.